# Coppa CONMEBOL
La Coppa CONMEBOL (in spagnolo Copa CONMEBOL) è stata una competizione calcistica sudamericana per squadre di club, organizzata dalla CONMEBOL, la seconda per prestigio dopo la Coppa Libertadores.
Il torneo, strutturato a eliminazione diretta con gare di andata e ritorno, si è svolto dal 1992 al 1999. Fino al 1996 la vincitrice della coppa partecipava alla Copa de Oro e alla Coppa Master di Coppa CONMEBOL. Venne interrotta nel 2000 con l'espansione della Coppa Libertadores a 32 squadre. Assieme alla Coppa Mercosur, alla Coppa Merconorte e alla Supercoppa Sudamericana, è considerata precursore della Coppa Sudamericana.
L'Atlético Mineiro è la squadra che ha vinto il torneo per più volte, 2, mentre il Talleres (C) ha vinto l'ultima edizione.

## Formato
La competizione si svolgeva seguendo l'esempio della coppa UEFA, ossia le 16 squadre si affrontavano in incontri ad eliminazione diretta con partite andata e ritorno, inclusa la finale. Accedeva al torneo almeno una squadra per ciascuna delle 10 federazioni nazionali affiliate alla CONMEBOL.

## Albo d'oro
| Stagione | Data         | Nazionalità della squadra vincitrice | Vincitore (numero vittorie) | Finalista perdente     | Risultato     | Sede della finale                         | Spettatori |
| -------- | ------------ | ------------------------------------ | --------------------------- | ---------------------- | ------------- | ----------------------------------------- | ---------- |
| 1992     | 16 settembre | Brasile                              | Atlético Mineiro            | Olimpia                | 2-0           | Belo Horizonte - Mineirão                 | 60 116     |
| 1992     | 23 settembre | Brasile                              | Atlético Mineiro            | Olimpia                | 0-1           | Asunción - Stadio Manuel Ferreira         | 22 527     |
| 1993     | 22 settembre | Brasile                              | Botafogo                    | Peñarol                | 1-1           | Montevideo - Stadio del Centenario        | 20 000     |
| 1993     | 29 settembre | Brasile                              | Botafogo                    | Peñarol                | 2-2 (3-1 dtr) | Rio de Janeiro - Stadio Maracanã          | 45 000     |
| 1994     | 14 dicembre  | Brasile                              | San Paolo                   | Peñarol                | 6-1           | San Paolo - Stadio Morumbi                | 7 000      |
| 1994     | 21 dicembre  | Brasile                              | San Paolo                   | Peñarol                | 0-3           | Montevideo - Stadio del Centenario        | ?          |
| 1995     | 12 dicembre  | Argentina                            | Rosario Central             | Atlético Mineiro       | 0-4           | Belo Horizonte - Mineirão                 | 55 000     |
| 1995     | 19 dicembre  | Argentina                            | Rosario Central             | Atlético Mineiro       | 4-0 (4-3 dtr) | Rosario - Stadio Dr. Lisandro de la Torre | 45 000     |
| 1996     | 20 novembre  | Argentina                            | Lanús                       | Independiente Santa Fe | 2-0           | Lanús - Stadio Città di Lanús             | ?          |
| 1996     | 4 dicembre   | Argentina                            | Lanús                       | Independiente Santa Fe | 0-1           | Bogotà - Stadio Nemesio Camacho           | 56 000     |
| 1997     | 6 novembre   | Brasile                              | Atlético Mineiro (2)        | Lanús                  | 4-1           | Lanús - Stadio Città di Lanús             | 15 000     |
| 1997     | 17 dicembre  | Brasile                              | Atlético Mineiro (2)        | Lanús                  | 1-1           | Belo Horizonte - Mineirão                 | 35 131     |
| 1998     | 7 ottobre    | Brasile                              | Santos                      | Rosario Central        | 1-0           | Santos - Stadio Urbano Caldeira           | 14 700     |
| 1998     | 21 ottobre   | Brasile                              | Santos                      | Rosario Central        | 0-0           | Rosario - Stadio Dr. Lisandro de la Torre | 46 000     |
| 1999     | 1º dicembre  | Argentina                            | Talleres (C)                | CSA                    | 2-4           | Maceió - Stadio Rei Pelé                  | 30 000     |
| 1999     | 17 dicembre  | Argentina                            | Talleres (C)                | CSA                    | 3-0           | Córdoba - Stadio Olímpico                 | 33 000     |

## Statistiche

### Edizioni vinte per club
| Squadra          | Vittorie | Anni vittorie |
| ---------------- | -------- | ------------- |
| Atlético Mineiro | 2        | 1992, 1997    |
| Botafogo         | 1        | 1993          |
| San Paolo        | 1        | 1994          |
| Rosario Central  | 1        | 1995          |
| Lanús            | 1        | 1996          |
| Santos           | 1        | 1998          |
| Talleres (C)     | 1        | 1999          |

### Edizioni vinte per nazione
| Squadra   | Vittorie | Anni vittorie                |
| --------- | -------- | ---------------------------- |
| Brasile   | 5        | 1992, 1993, 1994, 1997, 1998 |
| Argentina | 3        | 1995, 1996, 1999             |